# Adidas Originals
Adidas Originals (часто стилізований як adidas Originals) — бренд лінійки повсякденного та спортивного одягу, створений німецькою транснаціональною корпорацією Adidas, що спеціалізується на спортивному взутті, футболках, куртках, сонцезахисних окулярах та інших аксесуарах.

## Історія
Знаменитий логотип у вигляді трилисника, який раніше використовувався на всіх продуктах Adidas, з 1997 року застосовувався лише до традиційних товарів. Adidas Originals охоплює стилі спортивної моди між 1940-ми та 1990-ми роками. Бренд має виразний ретро олдскульний відтінок.
У 2008 році була розпочата широка кампанія з просування лейбла. У жовтні 2017 року Adidas Originals відкрила найбільший магазин в світі у Вікер-Парку, Чикаго.
Є багато концептуальних магазинів Adidas Originals по всьому світу (Європа, Південна Америка, Північна Америка, Азія та Океанія).

## Колаборації
У 2014 році Adidas Originals анонсувала дизайнерські колекції з Pharrell і Rita Ora.
У 2021 році Adidas Originals запустив свій перший NFT дроп. Into The Metaverse надав покупцям доступ до обмеженої серії вуличного одягу та заробив понад 22 мільйони доларів протягом першого дня запуску.
У 2022 році бренд спортивного одягу оголосив про запуск своєї цифрової платформи Ozworld, яка дозволить користувачам створювати свої унікальні цифрові персонажі. Користувачі зможуть створювати анімованих персонажів, щоб спробувати придбати кросівки з останньої колекції Adidas.